# 빌 오라일리
빌 오라일리(Bill O'Reilly, 1949년 10월 10일 ~ )는 FOX 뉴스의 뉴스 프로그램 오레일리 팩터의 메인 캐스터이다. 뉴욕에서 태어났다. 보스턴 대학 대학원 석사, 하버드 대학 대학원 석사 학위를 가지고 있다. ABC와 CBS 뉴스 기자를 거쳐 폭스 뉴스 네트워크에 입사하였다. 뉴욕 타임즈 베스트 셀러 저서가 다수 있다. 그리고 부시 전 대통령의 저녁 파티에 초대받은 적이 있다.
2017년 4월, 성희롱 파문으로 폭스뉴스에서 퇴출당했다.

## 출연 작품
- 킬링 지저스 (2015)
- 킬링 링컨 (2013)
- 라스트 온스 오브 커리지 (2012)
- 아메리칸 캐롤 (2008, An American Carol)
- 마이클 무어 뒤집어 보기 (2007)
- 워 메이드 이지 (2007)
- 키핑 업 위드 더 스타인스 (2006)
- 콜버트 리포트 (2005)
- 리얼 타임 위드 빌 마허 (2003)
- 폭스 리포트 W/ 쉐파드 스미스 (1996)
- 디 오렐리 팩터 (1996)
- 더 데일리 쇼 위드 존 스튜어트 (1996)